# Gloeospermum diversipetalum
Gloeospermum diversipetalum är en violväxtart som beskrevs av Louis Otho Otto Williams. Gloeospermum diversipetalum ingår i släktet Gloeospermum och familjen violväxter. Inga underarter finns listade i Catalogue of Life.